# Министерство здравоохранения Чили
Министерство здравоохранения Чили отвечает за планирование, руководство, координацию, выполнение, контроль и информирование политики общественного здравоохранения, сформулированной президентом Чили.

## История
- Министерство здравоохранения, социального обеспечения, социальной защиты и труда (1924—1927)
- Министерство социального благосостояния (1927—1932)
- Министерство здравоохранения (1932—1936)
- Министерство здравоохранения, социального обеспечения и социальной помощи (1936—1953)
- Министерство здравоохранения и социального обеспечения (1953—1959)
- Министерство здравоохранения (1959—1979)
- Министерство здравоохранения (1979-настоящее время)

## Организации
В настоящее время при Министерстве действуют следующие государственные учреждения:
- Национальный фонд здравоохранения
- Институт общественного здравоохранения Чили
- Центр питания